# Jaak Madison

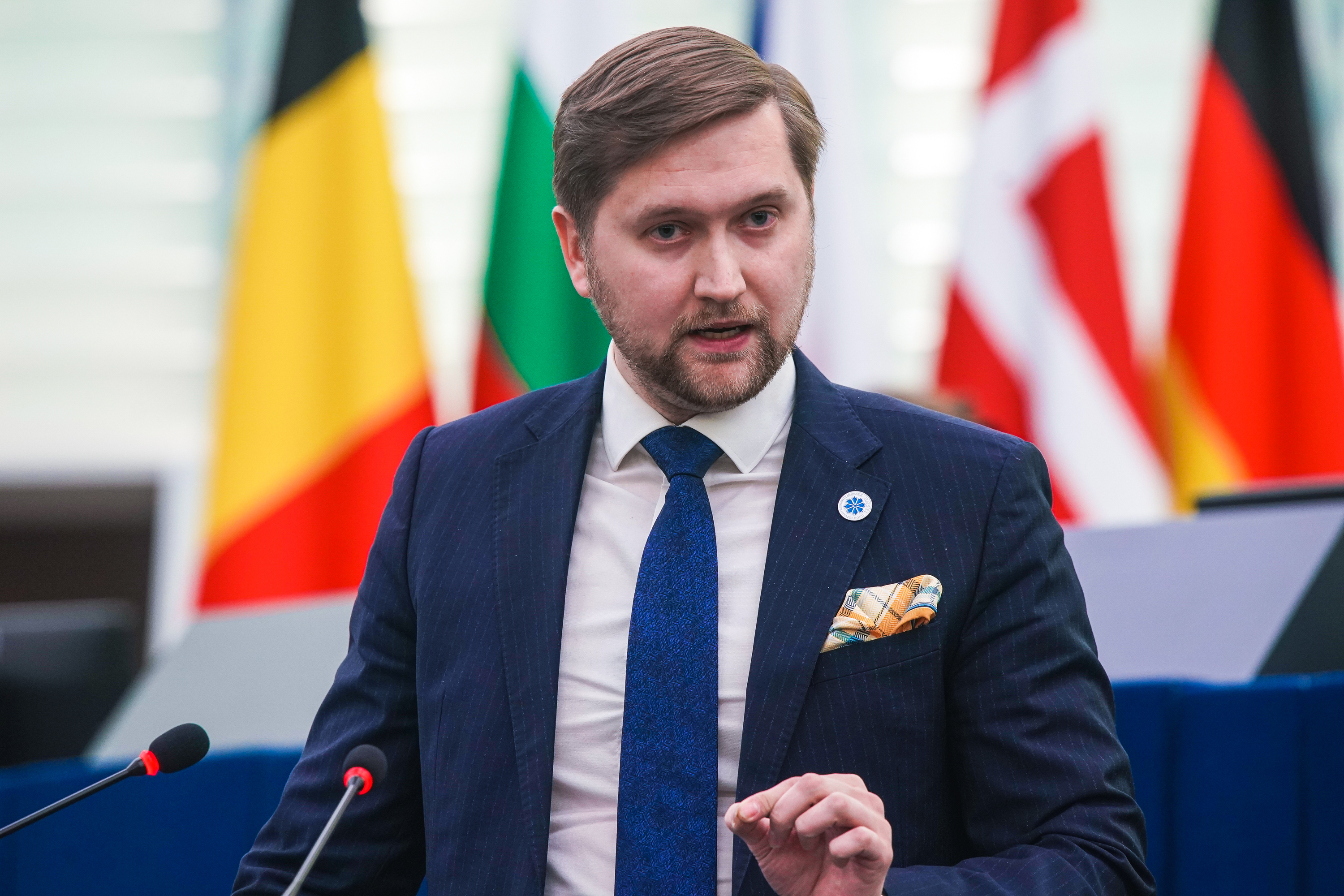
Jaak Madison (2022)

Jaak Madison (* 22. April 1991 in Paide) ist ein estnischer Politiker und Europa-Abgeordneter. Er gehörte von 2013 bis 2024 der rechtspopulistischen Estnischen Konservativen Volkspartei (Eesti Konservatiivne Rahvaerakond – EKRE) an. Nach der Europawahl 2024 und dem Austritt aus der EKRE, schloss er sich der Estnischen Zentrumspartei (Eesti Keskerakond) an.

## Leben
Jaak Madison besuchte die Grundschule in Albu und das Gymnasium in Noarootsi. Ab 2011 studierte er an einer privaten Handelsschule in Tallinn Marketing. Ab 2015 schrieb er sich in wechselnden Fächern an verschiedenen Tallinner Hochschulen ein. Madison schloss 2023 sein Studium der Rechtswissenschaften an der Fakultät für Rechtswissenschaften der Universität Tartu ab.

### Politik
Im Mai 2013 trat Madison der rechtspopulistischen Estnischen Konservativen Volkspartei (EKRE) bei. Von 2013 bis 2015 leitete er die Tallinner Jugendorganisation der Partei, Sinine Äratus („Das blaue Erwachen“). Im Juli 2014 wurde er zum Vorsitzenden der landesweiten Jugend-Organisation gewählt.
Bei der Parlamentswahl 2015 zog Madison ins estnische Parlament (Riigikogu) ein. Seine Partei erhielt 8,1 Prozent der Wählerstimmen. Madison war zu dieser Zeit jüngster Abgeordneter.
Für internationales Aufsehen sorgte ein Blog-Eintrag von Madison im März 2015, zwei Tage nach seiner Wahl in das Parlament. Darin schrieb er:
„On tõsi, et olid koonduslaagrid, sunnitöölaagrid, harrastati gaasikambritega mänge, kuid samas selline nn "range" kord tõi ka Saksamaa tol ajal üsna sügavalt p**sest välja, sest areng, mis põhines küll esmajärgul sõjatööstuse arengule, viis see siiski riigi vaid loetud aastatega Euroopa üheks võimekamaks.“
„Es ist wahr, dass es Konzentrationslager gab, Zwangsarbeitslager, Spielchen mit Gaskammern, aber gleichzeitig brachte diese „strenge“ Ordnung Deutschland zu jener Zeit auch aus der tiefen Sch***ße heraus, denn diese Entwicklung, die sich zuallererst auf die Entwicklung der Kriegsindustrie gründete, ließ das Land in wenigen Jahren zu einem der stärksten in Europa werden.“
Im Juni 2016 wurde Madison zum Vize-Vorsitzenden seiner Partei gewählt. Im selben Jahr gründete er einen Verein, der sich dem Gedenken des Vordenkers der estnischen Rechtspopulisten der Zwischenkriegszeit, Artur Sirk (1900–1937), widmet.
Bei der Wahl zum Europäischen Parlament 2019 wurde Madison ins Europäische Parlament gewählt. Damit zog erstmals ein Mitglied der EKRE ins Europäische Parlament ein. Er gehört der Fraktion Identität und Demokratie an, in der rechtspopulistische, nationalistische und rechtsextreme europäische Abgeordnete versammelt sind.
Im August 2019 postete Madison einen Artikel über einen Eritreer, der in Frankfurt ein Kind vor einen einfahrenden Zug gestoßen hatte, und kommentierte:
„Uus Euroopa ja uus Saksamaa – ühel päeval lükkab eritrealane väikseid poisse emadega rongi ette, teisel päeval raiub süürlane mõõgaga kasahhi. Oleme sallivad ja avatud, eks. Die endgültige Lösung ist erforderlich.“
„Das neue Europa und das neue Deutschland – An einem Tag stößt ein Eritreer kleine Buben vor einen Zug, am nächsten Tag schneidet ein Syrer mit einem Schwert einen Kasachen in Stücke. Lasst uns tolerant und offen sein, richtig? Die endgültige Lösung ist erforderlich.“
Für die Wahl zum Europäischen Parlament 2024 kandidierte Madison erneut als Spitzenkandidat der EKRE und konnte sein Mandat verteidigen. Nachdem die Parteispitzen mehrere Mitglieder im Vorfeld eines Parteitags ausschloss, gab Madison am 12. Juni 2024 seinen Austritt aus der Partei bekannt. Die Gründung einer neuen nach eigener Aussage „prinzipientreuen“ Partei, gemeinsam mit anderen ehemaligen Mitgliedern der EKRE, schloss er zunächst nicht aus. Von diesem Plan verabschiedete er sich aber wieder und wurde kein Mitglied der Estnischen Nationalisten und Konservativen (Eesti Rahvuslased ja Konservatiivid, ERK), sondern schloss sich stattdessen im August 2024 der Estnischen Zentrumspartei an.

### Privates
Mit seiner Lebensgefährtin, der estnischen Sängerin und Schauspielerin Merit Männiste (* 1996), hat Madison einen Sohn.